# 三輪村 (愛知県八名郡)
三輪村（みわむら）は、愛知県八名郡にかつて存在した村。
現在の豊橋市の一部（石巻町など）に該当する。

## 歴史
- 1892年（明治25年）12月23日 - 美米村から分立し発足。
- 1906年（明治39年）7月1日 - 多米村、玉川村、嵩山村、西郷村と合併し、石巻村が発足。同日三輪村は廃止。